# Georges Ernst de Sayn, comte Wittgenstein-Berlenbourg
Pour les articles homonymes, voir Wittgenstein (homonymie).
 Georges Ernst de Sayn, comte Wittgenstein-Berlenbourg , né le 23 septembre 1735 à Berlebourg (Arrondissement de Siegen-Wittgenstein), mort le 2 septembre 1792 à Paris, est un général de division de la Révolution française.

## États de service
En 1753, il est capitaine au service Palatin, et lieutenant-colonel en 1757. 
Il est admis au service de la France comme colonel réformé à la suite du régiment d'Alsace le 7 mars 1761, et en 1761 et 1762, il sert en Allemagne. Le 26 décembre 1768, il commande le régiment d'Anhalt, et il est affecté en Corse en 1768 et 1769. Il est fait chevalier de l'ordre du Mérite militaire le 24 mars 1769. Il est nommé brigadier d’infanterie le 3 janvier 1770, et en 1771, il est envoyé en mission à Munich pour terminer un traité avec l'électeur de Bavière. Colonel en second le 7 avril 1773, il est employé dans un comité chargé d'un travail sur les manœuvres en 1774. Le 18 janvier 1775, il devient chevalier de Saint-Louis, après son abjuration du calvinisme.
Le 18 avril 1776, il est nommé colonel commandant, et le 1er mars 1780, il est promu maréchal de camp. Le 13 juillet 1791, il est employé dans la 2e division militaire et le 18 juillet suivant, il est élevé au grade de lieutenant général, commandant cette division militaire. Il est nommé général en chef de l’armée du Midi le 21 mars 1792, il est relevé de ses fonctions le 17 avril suivant, par le représentant en mission Bernard de Saintes. Le 20 juillet 1792, il est appelé à Paris, et le 10 août suivant, il défend le roi aux Tuileries; arrêté, il est conduit à la prison de l'Abbaye où il est tué lors des massacres du 2 septembre 1792, à Paris.

## Sources
- (en) « Generals Who Served in the French Army during the Period 1789 - 1814: Eberle to Exelmans »
- Côte S.H.A.T.: 3 YD 1263
- Alexandre Tuetey, Les papiers des assemblés de la révolution aux archives nationales, Siège de la Société, Paris, 1908, p. 96-115-126.
- Georges Six, Dictionnaire biographique des généraux & amiraux français de la Révolution et de l'Empire (1792-1814), Paris : Librairie G. Saffroy, 1934, 2 vol., p. 430